# Achtuba
Achtuba (rusky Ахтуба, bez kurzívy Ахтуба) je nejvýchodnější rameno delty řeky Volha v Volgogradské a v Astrachaňské oblasti v Rusku. Je 537 km dlouhé.

## Průběh toku
Odděluje se od zbytku Volhy ve vzdálenosti 21 km nad Volgogradem. Teče rovnoběžně s hlavním ramenem. Rozsáhlé oblasti mezi nimi se nazývají Volžsko-achtubský úval a vyskytuje se v něm mnoho průtoků a starých ramen. Šířka rozlití koryta v těchto místech dosahuje 20 až 30 km.

## Využití
Mezi začátkem ramene a Volgogradem byla postavena Volgogradská vodní elektrárna. Na rameni není možná vodní doprava.